# Река Мезенина
Река Мезенина — река в России, расположена на севере Красноярского края, в Таймырском Долгано-Ненецком районе. Правый приток Енисея.
Исток реки находится в северной оконечности безымянного озера, протяжённость реки 39 километров. Имеет два значительных притока: в 7 км от устья по левому берегу впадает Верхняя река Мезенина, длиной 26 км, ещё один приток, безымянный, длиной 12 км — в 16 км по правому берегу. Река Мезенина впадает в Енисей на расстоянии 62 км от его устья и в 3 км южнее одноимённого мыса, названного по фамилии инженера Мезенина. В 1909—11 годах межевые инженеры Мезенин и Солдатов обследовали Енисейский залив и устье Енисея.
По данным государственного водного реестра России относится к Енисейскому бассейновому округу. Код водного объекта — 17010800412116100114935.

## Топографические карты
- Лист карты R-44-I,II р. Лынеруяха. Масштаб: 1 : 200 000. Указать дату выпуска/состояния местности.
- Лист карты R-44-V,VI Воронцово. Масштаб: 1 : 200 000. Указать дату выпуска/состояния местности.